# コムネシンB
コムネシンB（communesin B、コンムネシンB）は、細胞毒性を有するアルカロイドの一種である。